# Briefmarken-Jahrgang 1994 der Deutschen Bundespost
Der Briefmarken-Jahrgang 1994 der Deutschen Bundespost umfasste 60 Sondermarken, vier dieser Marken waren nur in Form von insgesamt drei Briefmarkenblocks erhältlich. Die Dauermarkenserien Frauen der deutschen Geschichte  und Sehenswürdigkeiten wurden in diesem Jahr mit zwei bzw. einer Marke fortgesetzt.
Alle seit dem 1. Januar 1969 ausgegebenen Briefmarken waren unbeschränkt frankaturgültig, es gab kein Ablaufdatum wie in den vorhergehenden Jahren mehr.
Durch die Einführung des Euro als europäische Gemeinschaftswährung zum 1. Januar 2002 wurde diese Regelung hinfällig.
Die Briefmarken dieses Jahrganges konnten allerdings bis zum 30. Juni 2002 genutzt werden. Ein Umtausch war noch bis zum 30. September in den Filialen der Deutschen Post möglich, danach bis zum 30. Juni 2003 zentral in der Niederlassung Philatelie der Deutschen Post AG in Frankfurt.

## Liste der Ausgaben und Motive
Legende
- Bild: Eine bearbeitete Abbildung der genannten Marke. Das Verhältnis der Größe der Briefmarken zueinander ist in diesem Artikel annähernd maßstabsgerecht dargestellt. Sollten keine Marken abgebildet sein, liegt es daran, dass das Urheberrecht des Künstlers noch nicht erloschen ist.
- Beschreibung: Eine Kurzbeschreibung des Motivs und/oder des Ausgabegrundes. Bei ausgegebenen Serien oder Blocks werden die zusammengehörigen Beschreibungen mit einer Markierung versehen eingerückt.
- Wert: Der Frankaturwert der einzelnen Marke in Pfennig. Ein „+“ bedeutet, dass es sich um eine Zuschlagsmarke handelt (= Frankaturwert + Spende).
- Ausgabedatum: Das Datum des erstmaligen Verkaufs dieser Briefmarke.
- Auflage: Soweit bekannt, wird hier die zum Verkauf angebotene Anzahl dieser Ausgabe angegeben.
- Entwurf: Soweit bekannt, wird hier angegeben, von wem der Entwurf dieser Marke stammt.
- Mi.-Nr.: Diese Briefmarke wird im Michel-Katalog unter der entsprechenden Nummer gelistet.

| Sondermarken | |                  |                       |               |                         |               |
| Bild         | Beschreibung | Werte in Pfennig | Ausgabe- datum (1994) | Auflage       | Entwurf                 | MiNr.         |
|              | 1000 Jahre Stade Sehenswürdigkeiten in der Altstadt von Stade | 80               | 13. Januar            | 25.340.000    | Otto Rohse              | 1709          |
|              | 100. Todestag von Heinrich Hertz (1857–1894) Porträt vor einer Skizze mit den Feldlinien eines schwingenden Dipols | 200              | 13. Januar            | 17.445.000    | Peter Steiner           | 1710          |
|              | Internationales Jahr der Familie | 100              | 13. Januar            | 25.980.000    | Norbert Höchtlen        | 1711          |
|              | Wappen der Länder der Bundesrepublik Deutschland - Landeswappen des Saarlandes | 100              | 13. Januar            | 18.500.000    | Ernst Jünger            | 1712          |
|              | - Landeswappen Sachsens | 100              | 10. März              | 25.200.000    | Ernst Jünger            | 1713          |
|              | - Wappen Sachsen-Anhalts | 100              | 16. Juni              | 24.800.000    | Ernst Jünger            | 1714          |
|              | - Wappen Schleswig-Holsteins | 100              | 14. Juli              | 25.436.000    | Ernst Jünger            | 1715          |
|              | - Thüringer Landeswappen | 100              | 8. September          | 19.880.000    | Ernst Jünger            | 1716          |
|              | Für den Sport verschiedene sportliche Anlässe - Eiskunstlauf, anlässlich der Olympischen Winterspiele in Lillehammer | 80+40            | 10. Februar           | 3.890.000     | Fritz Lüdtke            | 1717          |
|              | - Fußball FIFA-WM-Pokal, anlässlich der Fußball-Weltmeisterschaft 1994 in den USA | 100+50           | 10. Februar           | 3.930.000     | Fritz Lüdtke            | 1718          |
|              | - Olympische Flamme, anlässlich des 100-jährigen Bestehens des Internationalen Olympischen Komitees | 100+50           | 10. Februar           | 3.475.000     | Fritz Lüdtke            | 1719          |
|              | - Abfahrtslauf, anlässlich der Winter-Paralympics 1994 in Lillehammer | 200+80           | 10. Februar           | 3.065.000     | Fritz Lüdtke            | 1720          |
|              | 1200 Jahre Frankfurt am Main Silhouette von Frankfurt am Main | 80               | 10. Februar           | 25.900.000    | Ernst Kößlinger         | 1721          |
|              | 1250 Jahre Fulda Ansicht von Fulda mit Dom, Michaelskirche und Schloss | 80               | 10. März              | 25.575.000    | Detlef Glinski          | 1722          |
|              | 100 Jahre Bund Deutscher Frauenvereine – Deutscher Frauenrat Band in Schwarz-Rot-Gold in Form eines Gesichtsprofils (Signet des Deutschen Frauenrates) | 100              | 10. März              | 23.500.000    | Corinna Rogger          | 1723          |
|              | 4. Direktwahlen zum Europäischen Parlament 12 Sterne in den Farben der Mitgliedsländer der Europäischen Union | 100              | 10. März              | 24.750.000    | Bruno K. Wiese          | 1724          |
|              | Ausländer in Deutschland: Miteinander leben! Menschen mit Spruchband Miteinander leben! | 100              | 10. März              | 47.880.000    | Sibylle und Fritz Haase | 1725          |
|              | Für die Jugend, 100. Todestag von Heinrich Hoffmann (1809–1894) - Paulinchen | 80+40            | 14. April             | 3.420.000     | Annegret Ehmke          | 1726          |
|              | - Hanns Guck-in-die-Luft | 80+40            | 14. April             | 3.064.000     | Annegret Ehmke          | 1727          |
|              | - Struwwelpeter | 100+50           | 14. April             | 3.230.000     | Annegret Ehmke          | 1728          |
|              | - Der böse Friederich | 100+50           | 14. April             | 3.076.000     | Annegret Ehmke          | 1729          |
|              | - Der Zappel-Philipp | 200+80           | 14. April             | 2.945.000     | Annegret Ehmke          | 1730          |
|              | 500 Jahre Frauenkirche in München | 100              | 14. April             | 24.920.000    | Ernst Kößlinger         | 1731          |
|              | Europamarken: Entdeckungen und Erfindungen - Ohmscher Widerstand, Entdeckung des Ohmschen Gesetzes durch Georg Simon Ohm | 80               | 5. Mai                | 29.780.000    | Margit Zauner           | 1732          |
|              | - Schwarzkörperstrahlung, Begründung der Quantentheorie durch Max Planck auch als Markenheftchen | 100              | 5. Mai                | 76.600.000    | Margit Zauner           | 1733 MH 30    |
|              | Briefmarkenblock – 150. Geburtstag von Carl Hagenbeck (1844–1913) und 150 Jahre Berliner Zoo - Hagenbeck vor dem Eingang zu seinem Tierpark, dahinter verschiedene Zootiere                                                                                       | 100              | 5. Mai                | 8.300.000     | Joachim Rieß            | Block 28 1734 |
|              | - Elefantentor des Zoologischen Garten Berlin, daneben verschiedene Zootiere | 200              | 5. Mai                | 8.300.000     | Joachim Rieß            | 1735          |
|              | 125. Geburtstag Hans Pfitzner Porträt Hans Pfitzners nach einer Bleistiftzeichnung von Emil Orlik aus dem Jahre 1899 vor einem Auszug der Notenhandschrift aus dem Zyklus romantischer Lieder                                                                     | 100              | 5. Mai                | 25.490.000    | Peter Nitzsche          | 1736          |
|              | Für den Umweltschutz - grünes Herz im Rahmen | 100+50           | 16. Juni              | 2.890.000     | Heike Schmidt           | 1737          |
|              | 800. Geburtstag von Friedrich II. (1194–1250) Friedrich II. mit seinem Falken. Aus seinem Buch „De arte venandi cum avibus“ („Über die Kunst, mit Vögeln zu jagen“), Biblioteca Apostolica Vaticana, Rom (Pal. lat. 1071, fol. 1v, Süditalien/Sizilien 1258–1266) | 400              | 16. Juni              | 7.890.000     | Harry Scheuner          | 1738          |
|              | 400 Jahre Zitadelle Spandau | 80               | 16. Juni              | 14.505.000    | Ernst Kößlinger         | 1739          |
|              | 100 Jahre Herzogsägmühle Ortstafel mit Emblem und Motto der diakonischen Einrichtung | 100              | 16. Juni              | 24.665.000    | Konrad Przewieslik      | 1740          |
|              | Briefmarkenblock – 50. Jahrestag des Attentats auf Adolf Hitler am 20. Juli 1944 Gitterstäbe vor dem Datum des Attentats | 100              | 14. Juli              | 8.800.000     | Hans Peter Hoch         | Block 29 1741 |
|              | Serie: Bilder aus Deutschland - Schloss Neuschwanstein und Blick auf die Alpen | 100              | 14. Juli              | 19.980.000    | Heinz Schillinger       | 1742          |
|              | - Erzgebirge | 100              | 14. Juli              | 19.500.000    | Heinz Schillinger       | 1743          |
|              | - Maintal in Wertheim | 100              | 14. Juli              | 19.550.000    | Heinz Schillinger       | 1744          |
|              | - Mecklenburgische Seenplatte, Müritz-Nationalpark | 100              | 14. Juli              | 19.735.000    | Heinz Schillinger       | 1745          |
|              | 250. Geburtstag von Johann Gottfried Herder (1744–1803) Anton Graff, Porträtgemälde | 80               | 11. August            | 21.450.000    | Ursula Maria Kahrl      | 1747          |
|              | Deutsche Malerei des 20. Jahrhunderts - Christian Schad, Maika | 100              | 11. August            | 38.600.000    | Ernst Jünger            | 1748          |
|              | - Erich Heckel, Landschaft bei Dresden | 200              | 11. August            | 9.540.000     | Ernst Jünger            | 1749          |
|              | - Gabriele Münter, A. von Jawlensky und M. von Werefkin auf einer Wiese bei Murnau | 300              | 11. August            | 9.780.000     | Ernst Jünger            | 1750          |
|              | 125 Jahre Museum für Völkerkunde zu Leipzig Maske des tansanischen Volkes der Makonde | 80               | 8. September          | 24.300.000    | Silvia Runge            | 1751          |
|              | 100. Todestag von Hermann von Helmholtz (1821–1894) Porträt mit Schnitt durch ein menschliches Auge und Farbdreick | 100              | 8. September          | 19.000.000    | Margit Zauner           | 1752          |
|              | 100. Geburtstag von Willi Richter (1894–1972) | 100              | 8. September          | 20.400.000    | Rudolf Grüttner         | 1753          |
|              | Briefmarkenblock – Für uns Kinder - Fabelwesen | 100              | 8. September          | 10.870.000    | Lou Romboy              | Block 30 1754 |
|              | Wohlfahrtsmarken 1994: Deutsche Trachten - Tracht aus Bückeburg in Niedersachsen | 80+40            | 13. Oktober           | 5.100.000     | Hannelore Heise         | 1757          |
|              | - Tracht aus Halle an der Saale | 80+40            | 13. Oktober           | 5.040.000     | Hannelore Heise         | 1758          |
|              | - Tracht aus Minden in Nordrhein-Westfalen | 100+50           | 13. Oktober           | 22.250.000    | Hannelore Heise         | 1759          |
|              | - Tracht aus Hoyerswerda in Sachsen | 100+50           | 13. Oktober           | 11.310.000    | Hannelore Heise         | 1760          |
|              | - Betzinger Tracht (Baden-Württemberg) | 200+70           | 13. Oktober           | 7.925.000     | Hannelore Heise         | 1761          |
|              | 1000. Todestag von Wolfgang von Regensburg (um 924–994) Porträt, Holzschnitt | 100              | 13. Oktober           | 50.780.000    | Peter Steiner           | 1762          |
|              | 500. Geburtstag von Hans Sachs (1494–1576) Porträt, Holzschnitt von Michael Ostendorfer | 100              | 13. Oktober           | 101.000.000   | Peter Nitzsche          | 1763          |
|              | Tag der Briefmarke - Postzusteller im Spreewald um 1900 | 100              | 13. Oktober           | 49.870.000    | Ernst Kößlinger         | 1764          |
|              | 1000 Jahre Quedlinburg | 80               | 9. November           | 51.300.000    | Ernst Kößlinger         | 1765          |
|              | 200. Todestag von Friedrich Wilhelm von Steuben (1730–1794) | 100              | 9. November           | 30.555.000    | Lothar Grünewald        | 1766          |
|              | 175. Geburtstag von Theodor Fontane (1819–1898) Porträt, Kreidezeichnung von Max Liebermann, vor einem Ausschnitt aus einem der Preußenlieder | 100              | 9. November           | 70.800.000    | Peter Nitzsche          | 1767          |
|              | 75 Jahre Volksbund Deutsche Kriegsgräberfürsorge Soldatenfriedhof | 100              | 9. November           | 31.000.000    | Margit Zauner           | 1768          |
|              | 5. Jahrestag der Öffnung der innerdeutschen Grenzen Grenzübergang Obersuhl am 11. November 1989 | 100              | 9. November           | 31.400.000    | Gerhard Lienemeyer      | 1769          |
|              | Weihnachtsmarke 1994, Gemälde aus dem Floreinstriptychon im Johannishospital, Brügge von Hans Memling - Anbetung der Könige | 80+40            | 9. November           | 5.925.000     | Peter Steiner           | 1770          |
|              | - Christi Geburt | 100+50           | 9. November           | 9.955.000     | Peter Steiner           | 1771          |
| Dauermarken  | |                  |                       |               |                         |               |
| Bild         | Beschreibung | Werte in Pfennig | Ausgabe- datum (1994) | Auflage       | Entwurf                 | MiNr.         |
|              | Dauermarkenserie: Frauen der deutschen Geschichte - Rahel Varnhagen von Ense | 80               | 13. Oktober           | 427.800.000   | Gerd Aretz              | 1755          |
|              | - Luise Henriette von Oranien | 100              | 13. Oktober           | 3.309.485.000 | Gerd Aretz              | 1756          |
|              | Dauermarkenserie: Sehenswürdigkeiten - Rathaus des Ortsteils Heinrichs von Suhl | 550              | 11. August            | 53.685.000    | Sibylle und Fritz Haase | 1746          |